# Krzyż Narodowego Czynu Zbrojnego
Krzyż Narodowego Czynu Zbrojnego – polskie odznaczenie wojskowe przeznaczone do uhonorowania żołnierzy Narodowych Sił Zbrojnych i innych organizacji niepodległościowych o charakterze narodowym.

## Ustanowienie (1944)
Krzyż Narodowego Czynu Zbrojnego został początkowo ustanowiony zarządzeniem Rady Politycznej Narodowych Sił Zbrojnych z dnia 14 grudnia 1944. Był nagrodą dla osób, „które w szeregach Narodowych Sił Zbrojnych położyły swą ideową postawą organizacyjną wybitne zasługi dla Narodu i Państwa Polskiego, względnie wykazały się w boju wybitnymi czynami męstwa i odwagi, albo dowodzenia”. Statut odznaczenia dzielił go na dwie wersje – z mieczami (za zasługi ściśle bojowe) oraz bez mieczy (za dokonania o charakterze organizacyjnym), a każda z tych wersji posiadła podział na trzy stopnie: złoty, srebrny i brązowy – analogicznie do podziału i struktury Krzyża Zasługi.
Łącznie odznaczono 57 żołnierzy, przyznano za zasługi organizacyjne:
- 2 Złote Krzyże (gen. Tadeusz Kurcyusz „Żegota” i mjr. Władysław Marcinkowski „Jaxa”),
- 12 Srebrnych Krzyży (ppłk Piotr Abakanowicz „Barski”, ppłk „Olgierd”, mjr Mieczysław Osmólski „Mikołaj Kozłowski”, mjr Michał Pobocha „Michał Michałowski”, mjr Wiktor Radziszewski „Wiktor”, mjr Stanisław Kasznica „Wąsowski”, kpt. Lech Neyman „Domarat”, por. Stefan W. Kozłowski „Aleksander”, śp. ppor. „Kornel”, śp. „Rafał”, śp. ppor. „Leszek”, mjr Stefan Marcinkowski „Karol Poraj”)
- 13 Brązowych Krzyży (por. Wiktor Roman Skiba „Jacek Wolański”, por. „Marian Błeszyński”, por. Władysław Drybs „Władysław Suma”, pchor. Tadeusz Czaplak „Tadeusz Wyganowicz”, kpt. Władysław Skurupski „Władysław Walery”, kpt. Dionizy Ścisło „Wiktor Zakrzewski”, kpt. Jan Dzielski „Jan Zawrat”, por. Józef Nowacki „Józef Kasprowicz”, por. Stanisław Sikorski „Zbigniew Jarema”, Jan Kamiński, sierż. „Ryś”, plut. „Bystry Świeca”, kpr. „Motor”)[1],

a za zasługi bojowe:
- 14 Srebrnych Krzyży z Mieczami (śp. mjr Wiktor Gostomski „Nałęcz”, kpt. Andrzej Kuczborski „Wojciech”, por. Tadeusz Siemiątkowski „Mazur”, ppłk Antoni Szacki, mjr Leonard Zub-Zdanowicz „Leonard Ząb”, kpt. Jerzy Jawor „Jerzy Wojski”, kpt. Henryk Figuro-Podhorski „Henryk Step”, kpt. Ludger Zarychta „dr Żar”, kpt. Wacław Michalski „Wacław Żur”, kpt. Jan Matla „Kazimierz Malinowski”, por. Stefan Celichowski „Andrzej Skalski”, ppor. Jan Wódz „Lampart”, kpr. Tadeusz Racina „Włoch”, kpr. Telesfor Piechocki „Gustaw”),
- 16 Brązowych Krzyży z Mieczami (ppor. „Kazimierz Huba”, ppor. Jurand Pluciński „Andrzej Jurand”, ppor. „Janowski”, chor. „Roman”, chor. „Boruta”, sier. „Popiel”, plut. pchr. Mieczysław Kowalski „Grom”, plut. pchr. „Janusz”, plut. pchr. Zbigniew Piętakiewicz „Znicz”, kpr. Eugeniusz Kuś „Szach”, kpr. Władysław Jach „Karol”, kpr. „Eugeniusz Kowal”, st. strz. san. „Irena”, kpt. Tomasz Rzepecki Stefan Białynia, kpr. pchr. „Adzik Orkan”, Kamińska „Kaniowa”)[1].

Odznaczonym wręczano początkowo jedynie zielone wstążki o szerokości 35 mm z czarnym paskiem (szer. 12 mm) pośrodku, gdzie zieleń symbolizowała nadzieję, a czerń – żałobę po poległych.

## Restytucja (1992)
Ustawą z dnia 16 października 1992 roku, Przepisy wprowadzające ustawę o orderach i odznaczeniach, uchylające przepisy o tytułach honorowych oraz zmieniające niektóre ustawy (Dz.U. Nr 90, poz. 451), Krzyż Narodowego Czynu Zbrojnego uznano za polskie państwowe odznaczenie wojskowe, nadawane za zasługi w latach 1939–1945. Następnie, rozporządzeniem Prezydenta RP z 10 listopada 1992 określono wzór i szczegółowy trybu nadawania Krzyża Narodowego Czynu Zbrojnego.
Krzyż nadawany był przez Prezydenta RP na wniosek Ministra Obrony Narodowej lub Ministra Spraw Zagranicznych. Nadawanie Krzyża Narodowego Czynu Zbrojnego (oraz Krzyża Armii Krajowej i Krzyża Batalionów Chłopskich wymienionych w tej ustawie) zakończyło się 8 maja 1999.
Łącznie nadano, według różnych źródeł, 2651 lub 2724 krzyży

### Opis odznaki
Odznaką Krzyża Narodowego Czynu Zbrojnego jest krzyż równoramienny o ściętych rogach ramion, srebrzony, oksydowany, o wymiarach 40 × 40 mm. Na awersie na tarczy na środku krzyża umieszczony jest orzeł według wzoru obowiązującego w Wojsku Polskim w 1939 r. Na ramionach poziomych krzyża umieszczone są daty: 1939 i 1945, na ramionach pionowych wypukły Szczerbiec skierowany ostrzem w dół. Na pionowym górnym ramieniu krzyża pod rękojeścią miecza umieszczony jest napis: NSZ. Na rewersie na środku umieszczona jest tarcza i na niej napis: NARODOWY CZYN ZBROJNY. Na poziomych ramionach krzyża umieszczone są napisy: ZJ i NOW. Na pionowym dolnym ramieniu krzyża umieszczony jest napis NZW.
Krzyż zawieszony jest na wstążce zielonej szerokości 36 mm z pionowym paskiem biało-amarantowym szerokości 5 mm pośrodku i pionowymi paskami: czarnym szerokości 4 mm, zielonym szerokości 10 mm i czarnym szerokości 1,5 mm po obu stronach paska biało-amarantowego.
Współczesną wersję odznaczenia opracował rzeźbiarz i medalier Edward Gorol, a wykonała Mennica Państwowa.